# Paweł Dunal
Paweł Dunal (ur. 25 lutego 1978 w Giżycku) – polski malarz współczesny.
W 2008 roku uzyskał dyplom z wyróżnieniem rektorskim na Wydziale Malarstwa Akademii Sztuk Pięknych w Warszawie (pracownia prof. Jarosława Modzelewskiego). W kwietniu 2008 roku miała miejsce jego debiutancka wystawa w warszawskiej Galerii m2 [m kwadrat].

## Twórczość
W 2009 roku został finalistą 9. konkursu im. Eugeniusza Gepperta we Wrocławiu, a w 2013 r. 41. Biennale Malarstwa „Bielska Jesień”. Jego nazwisko uwzględnione jest w publikacjach Piotra Bazylko i Krzysztofa Masiewicza: Notes dla Kolekcjonerów, Przewodnik kolekcjonera sztuki najnowszej, 77 dzieł sztuki z historią oraz Kamy Zboralskiej Przewodnik po galeriach sztuki. Sztuka inwestowania w Sztukę, tom trzeci.

Od 2007 roku jest reprezentowany przez warszawską Galerię m2 [m kwadrat].

W 2014 r. przy okazji jego dużej przekrojowej wystawy „Sowy nie są tym, czym się wydają” Biuro Wystaw Artystycznych w Zielonej Górze napisało: 

Paweł Dunal (...) jest jednym z najbardziej rozpoznawalnych artystów swojego pokolenia. W swoich obrazach swobodnie łączy różne wątki współczesnej kultury, odnosząc się do niej we wszystkich jej aspektach. Eksploruje historię sztuki, zastanawia się nad rolą środków poszerzających wyobraźnię i ludzką seksualnością. Malarstwo jest dla niego środkiem komunikowania, ciągle adekwatnym do błyskawicznie zmieniającego się świata. Nad obrazami pracuje często długo, mając świadomość wagi efektu ostatecznego. Równie swobodnie porusza się w obszarach abstrakcji jak i szczegółowej opowieści. Nie obawia się emocji, intuicji, korzysta z podświadomości jako źródła twórczości. Zielonogórska wystawa jest pierwszą retrospektywą artysty.

## Wystawy

### Wystawy indywidualne
- 2007 Wydział Malarstwa, Akademia Sztuk Pięknych, Warszawa
- 2008 Zielona fala, dmuchane flamingi..., Galeria m2 [m kwadrat], Warszawa, debiutancka wystawa artysty[4]
- 2009 Mushroom Story (pierwsza odsłona wystawy 3 x Dunal), Galeria m2 [m kwadrat], Warszawa[5]
- 2009 Wielkie kąpiące się (druga odsłona wystawy 3 x Dunal), Galeria m2 [m kwadrat], Warszawa
- 2009 Sobą (trzecia odsłona wystawy 3 x Dunal), Galeria m2 [m kwadrat], Warszawa
- 2010 Uczłowieczanie, Galeria m2 [m kwadrat], Warszawa[6]
- 2012 Wokół czerni, Bialskie Centrum Kultury, Galeria Podlaska, Biała Podlaska
- 2013 Walking on Sunshine, Galeria m2 [m kwadrat], Warszawa[7]
- 2014 Paweł Dunal, Galeria (-1) PKOI we współpracy z Galerią m2 [m kwadrat], Centrum Olimpijskie, Warszawa[8]
- 2014 Rdza, Andel’s Art we współpracy z Galerią m2 [m kwadrat], andel’s Hotel Łódź[9]
- 2014 Sowy nie są tym, czym się wydają, BWA, Zielona Góra[10][11]
- 2015 Swąd Ostateczny, Galeria m2 [m kwadrat], Warszawa

### Wystawy zbiorowe
- 2005 Autoportret, wystawa pokonkursowa, Muzeum Regionalne, Stalowa Wola
- 2006 Magazyn Sztuki, Galeria Wizytująca, Warszawa
- 2008 Portret własny (autoportrety artystów z kolekcji Piotra Bazylko i Krzysztofa Masiewicza), CSW, Galeria Okna, Zamek Ujazdowski, Warszawa[12]
- 2008 Dyplomy 2008, była Wytwórnia Wódek Koneser, Warszawa
- 2009 Malarstwo. Bez ram, 9. Konkurs im. Eugeniusza Gepperta, Galeria BWA Awangarda, Wrocław[13]
- 2010 Malarstwo. Bez ram, 9. Konkurs im. Eugeniusza Gepperta, Ośrodek Propagandy Sztuki, Łódź
- 2013 41. Biennale Malarstwa Bielska Jesień 2013, Galeria Bielska BWA, Bielsko – Biała
- 2014 Dionizos. Współczesna odsłona mitu, Miejska Galeria Sztuki w Częstochowie, Częstochowa
- 2015 Palindrom (kurator: Robert Kuśmirowski), Państwowa Galeria Sztuki, Sopot